# Staind
A Staind (IPA: /steɪnd/, a név az angol "stained" szó elírása) amerikai alternatívrock-együttes, amely hivatalosan 1995-től 2012-ig tevékenykedett.
1995-ben alakultak meg a massachusettsi Springfield-ben. Pályafutásuk alatt hét nagylemezt dobtak piacra.
2012-ben feloszlottak, ám 2014-ben és 2017-ben újból összeálltak, koncertezés céljából. 2019-ben újból összeálltak. 

## Tagok
- Aaron Lewis (ének)
- Mike Mushok (gitár)
- Johnny April (basszusgitár, vokál)
- Jon Wysocki (dobfelszerelés, 1995-től 2011-ig)
- Sal Giancarelli (dobfelszerelés, 2011-től 2017-ig)

## Diszkográfia
- Tormented (1996)
- Dysfunction (1999)
- Break the Cycle (2001)
- 14 Shades of Grey (2003)
- Chapter V (2005)
- The Illusion of Progress (2008)
- Staind (2011)